# Diamond Head
Diamond Head este o formație britanică de heavy metal, înființată în Stourbridge, Anglia, în 1976, și sunt cunoscuți ca fiind una din cele mai influente trupe din noul val al heavy metal-ului britanic, alături, printre alții, de Iron Maiden, Motorhead, Saxon.